# Aritzo
Aritzo (sardisk: Arìtzo) er en by og en kommune (comune) i provinsen Nuoro i regionen Sardinien i Italien. Byen ligger i 796 meters højde og har 1.303 indbyggere (2016). Kommunen har et areal på 75,58 km² og grænser til kommunerne Arzana, Belvì, Desulo, Gadoni, Laconi, Meana Sardo og Seulo.